# Cephalaria tenuiloba
Cephalaria tenuiloba är en tvåhjärtbladig växtart som beskrevs av Arne Strid 1981. Cephalaria tenuiloba ingår i släktet jätteväddar, och familjen Dipsacaceae. Inga underarter finns listade i Catalogue of Life.